# Антиамериканські карикатури в нацистській Німеччині

Гаральд Дамслет був карикатуристом норвезької ультраправої політичної партії Nasjonal Samling, яка симпатизувала цілям своїх нацистських окупантів.

Нацистська партія та її ідеологічні союзники використовували Мультфільми та карикатури як основну опору у своїх пропагандистських кампаніях. Такі методи були ефективним способом поширення своєї ідеології по всій нацистській Німеччині та за її межами. Використання карикатур було популярним методом всередині партії під час проведення кампанії проти Сполучених Штатів, зокрема проти її тодішнього президента Франкліна Д. Рузвельта.

## Нацистські мультфільми та карикатури
Мультфільми та карикатури були важливою частиною нацистської пропаганди. Газета «Der Stürmer» надала партії чудову платформу для публікації своїх карикатур. Філіп Руппрехт був провідним карикатуристом газети, намалювавши за свою кар'єру понад тисячу антисемітських карикатур. Хоча повідомляється, що його стиль змінювався протягом років роботи, його карикатури завжди зображували євреїв згідно з нацистським стереотипом: низькорослих, товстих, потворних, неголених, слинявих, сексуально збочених, з кривим носом і очима, як у свині. Це показує, як карикатури працювали на користь нацистської партії, дозволяючи їм зображати те, що вони хотіли, так, як фотографії не могли. Фотографія показувала б єврея як людину, тоді як карикатура означала, що нацистська партія могла зобразити євреїв нелюдськими в карикатурній формі. Карикатури мали на меті створити широку підтримку нацистської ідеології, в даному випадку — антиамериканізму.

## Витоки пропаганди між Німеччиною та США
Після приходу Гітлера до влади відбулося кілька подій, які створили відносини, що призвели до ворожої пропаганди між Німеччиною та Америкою.

### Нацистський бойкот єврейських підприємств у квітні 1933 року
Коли звістка про нацистський бойкот єврейського бізнесу дійшла до Америки, Американсько-єврейський комітет та Американський єврейський конгрес скликали екстрене засідання. На ньому було вирішено, що Америка буде протестувати проти бойкоту. 27 березня мітинги протесту відбулися в Нью-Йорку, Чикаго, Бостоні, Філадельфії, Балтиморі, Клівленді та 70 інших містах. Нацистська партія засудила це як «наклеп», створений євреями німецького походження, і оголосила кампанію різких контрзаходів проти нападів.

### Літні Олімпійські Ігри 1936
Коли літні Олімпійські ігри 1936 року проходили в Берліні, У Німеччині точилися великі суперечки про те, чи повинна Америка брати в них участь. Хоча Олімпійський комітет США вирішив, що Америка повинна брати участь, це рішення було засуджене кількома американськими дипломатами, зокрема Вільямом Доддом, американським послом у Берліні, та Джорджем Мессермітом, головою американського посольства у Відні.

### Німецько-американський союз
Німецько-американський союз був організацією етнічних німців, які проживали в США, з пронацистською позицією. Організація демонструвала сильне захоплення Адольфом Гітлером і нацистською партією. Вони вели активну пропаганду своєї справи, публікуючи журнали і брошури, а також організовуючи демонстрації таборів, таких як табори гітлерівської молоді. Члени групи були присутні на літніх Олімпійських іграх 1936 року в Берліні, де лідер Фріц Юліус Кун був сфотографований з Гітлером. Група намагалася «пробудити німецьких американців до нацизму». Вони використовували ненасильницькі методи, такі як проникнення в існуючі німецькі етнічні клуби та спонсорування зустрічей і мітингів. Однак насильство було неминучим, коли союз намагався взяти контроль за допомогою методів залякування. У 1935 році, коли Федерація німецько-американських товариств штату Вісконсин проголосувала за заборону зображення свастики на культурних заходах, члени союзу погрожували антинацистським делегатам; це один з багатьох прикладів їхніх спроб протидіяти «антинімецькому» руху.

## Теми нацистської пропаганди, пов'язані з антиамериканізмом
Теми нацистської пропаганди, спрямованої на Америку, здебільшого оберталися навколо ідеї про те, що Сполучені Штати стикаються з «браком єдності». Нацистська партія зображувала Америку як регресивну націю, нездатну оцінити європейську культуру. Гітлер оголосив Америку «безрідною нацією», яка занадто швидко розбагатіла і якою керує капіталістична еліта, тісно пов'язана з євреями, а американців — «безрідним народом», нездатним до високої культури чи великих творчих досягнень. Виступаючи з промовою у відповідь на негативні коментарі Америки щодо антиєврейських кампаній у 1938 році, Йозеф Геббельс висміював цю країну, коментуючи способи запозичення в інших країнах, рівень безробіття, самосуди в країні та економічні і політичні скандали, які вона бачила. Він використовував ці приклади, щоб висміяти Америку як країну і натякнув, що Америка не має права критикувати будь-яку іншу країну, враховуючи стан, в якому перебуває їхня власна країна. У своїй промові Геббельс сказав, що «не дивно, що нью-йоркська преса так сильно нападає на Німеччину. Понад два мільйони євреїв живуть у Нью-Йорку, і громадське, особливо економічне життя там повністю під їхнім контролем». Далі Геббельс у саркастичній формі заявив: «Така нація, безумовно, має право глузувати з давньої Європи, нації і народи якої озиралися на століття, навіть тисячоліття культурних досягнень задовго до того, як була відкрита Америка». Це приклад обговорюваної раніше теми про те, що нацистська партія розглядала Америку як країну, народ якої не мав можливості оцінити європейську культуру. Нацистські пропагандисти звинувачували президента Рузвельта у багатьох проблемах Америки. Вони вважали, що Америка заснована на політичному та економічному скандалі. Вважалося, що Америка була занадто расово різноманітною, і саме це дозволило євреям і комуністам контролювати її. Нацистські пропагандисти також іноді зображували президента Рузвельта гангстером, а пізніше в рамках своєї антиамериканської кампанії в одній карикатурі припустили, що він заслуговує на страту.

## Рузвельт та Єврейські зв'язки
У перші роки перебування Гітлера при владі він вважав євреїв «чужим для німецької нації елементом» і вбачав у них головну причину всіх проблем Німеччини. Нацистські карикатури часто зображували Америку як таку, що опинилася під єврейським контролем внаслідок правління Рузвельта. На деяких карикатурах Рузвельт зображений як єврей або як такий, що має єврейське походження. Для цього використовуються класичні антисемітські стереотипи, такі як гачкуватий ніс, згорблена спина та використання зірки Давида. Карикатури такого характеру, як правило, з'являлися на обкладинках нацистських журналів і газет, таких як Kladderadatsch. Одне зображення з'явилося на обкладинці цього журналу з підписом «Президент Рузвельт», на якому він дивиться на своє відображення в дзеркалі, але бачить себе євреєм. Це підтримувало поширену нацистську пропагандистську тезу про те, що Рузвельт перебував під єврейським контролем. Це була популярна тема для пропаганди в нацистській партії і з'явилася в кількох інших карикатурах і карикатурах на обкладинках журналів. Цю тему можна побачити в іншій карикатурі на обкладинці журналу «Lustige Blätter», яка має підпис «Американські канделябри». Це ще раз показує, як нацистські пропагандисти показували Рузвельта прихильним до євреїв.

## Рузвельт та Британія
Ще однією популярною темою нацистської пропаганди проти Сполучених Штатів була тема експлуатації Британії президентом Рузвельтом. На одній з карикатур під назвою «Цьому леву потрібна стрижка» зображено, як Рузвельт стриже британського лева. Шматки волосся, які він відрізає, представляють частини імперії, такі як Ямайка і Тринідад. Це використовується для того, щоб показати, як Америка отримала британські бази в обмін на постачання, які вони надавали Британії під час війни. Інша карикатура на цю тему має підпис: «Віднесіть кістки на кухню. З них вийде гарний суп!». На ній Рузвельт з'їв британського лева і намагається витягти з Британської імперії все, що може, показуючи, як німці використовували союз Америки з Британією для пропаганди проти президента Рузвельта. Обидві карикатури з'явилися в Lustige Blätter, щотижневому німецькому гумористичному журналі. Журнал не друкував карикатур, навіть дружніх, на Гітлера чи інших нацистських лідерів. Натомість було багато карикатур на Вінстона Черчилля, Франкліна Рузвельта та Йосипа Сталіна

## Рузвельт та Друга Світова Війна
Нацистська партія зображувала Рузвельта як такого, що бачить війну як щось, що може принести йому вигоду. Вони використовували це як ще один метод антиамериканської пропаганди. Одна карикатура на обкладинці Kladderadatsch під назвою «Рузвельт молиться за мир» пов'язує цю ідею з тим, як нацистські пропагандисти показували Рузвельта під впливом євреїв. На цій карикатурі Рузвельт промовляє: «Дай, о Єгово, щоб війна не розпочалася, поки ми знову не зможемо продавати зброю!». На момент створення цієї карикатури діяв Закон про нейтралітет 1930-х років, який забороняв США продавати військову техніку в Європу. Нацистська партія зіграла на цьому, припускаючи, що президент Рузвельт хотів війни, але тільки якщо він міг би отримати з неї вигоду. Інша карикатура під назвою «Вони мають свою війну! Розпалювач війни № 1 і його приманка Елеонора». Карикатура говорить: «Тепер шкутильгаючий каліка і його потворна дружина отримали те, чого хотіли». Перша леді Елеонора Рузвельт часто критикується в нацистських карикатурах і карикатурній пропаганді. Той факт, що нацистські пропагандисти зображують Рузвельта як людину, яка хоче воювати, також допомагає їхній пропагандистській кампанії вдома. Головним завданням нацистської пропаганди, як вдома, так і за кордоном, було заспокоїти широку громадськість, стривожену можливістю того, що Гітлер має на увазі війну. Рузвельт — ідеальна можливість переключити бажання війни на інше джерело і, таким чином, запевнити німецький народ, що Гітлер не був причиною війни.

## Рузвельт як гангстер
На нацистських пропагандистських карикатурах Рузвельта часто зображували як гангстера. На одній з карикатур під назвою «Найкращий учень Аль Капоне» Рузвельт дякує Капоне за допомогу і просить дати йому знати, якщо він може щось для нього зробити. Тут нацист обігрує тему політичної корумпованості Америки. Ця карикатура з'явилася в тижневику Lustige Blätter, про який ми говорили раніше в цій статті. Інша карикатура показує Рузвельта на електричному стільці і стверджує, що «президент-гангстер» перебуває в президентському кріслі, де йому і належить бути. Це зображення було розміщене на обкладинці Kladderadatsch.

## Інші нацистські пропагандистські карикатури
Існує кілька інших тем, які не обов'язково підпадають під певну категорію, що використовувалися нацистськими пропагандистами проти Америки та Рузвельта. На одному з них зображено потяг з паровим двигуном під назвою «Рузвельт» і написано: «Що ж, Сталін, якби шум був силою, то машина була б непоганою!». Це було використано для представлення звичайної нацистської теми про те, що американці тільки й роблять, що базікають і не виконують те, що говорять. Інша карикатура показує провал Нового курсу Рузвельта. Він на милицях збирає нові військові бази в Ісландії та на Азорських островах. Це показує, як Рузвельт намагається знайти нові способи підтримати себе після того, як його попередній план провалився. Обидва ці зображення з'явилися на обкладинці німецького щотижневого журналу Fliegende Blätter. До 1895 року журнал досяг максимального тиражу близько 95 000 примірників, що дало змогу нацистській партії поширювати свої ідеї серед багатьох німців.

## Див.також
- Нацистська пропаганда
- Антиамериканізм